# Abborrtjärnen (Torps socken, Medelpad, 691518-152628)
Abborrtjärnen är en sjö i Ånge kommun i Medelpad som ingår i Ljungans huvudavrinningsområde.